# Joseph Olérys
Joseph Olérys (1697-1749) est un célèbre peintre sur faïence, actif à Moustiers. Il dirigea la manufacture espagnole d'Alcora.  

## Biographie
Natif de Marseille, il se forme à Moustiers-Sainte-Marie dans les années 1720 aux technique de la faïence, à la manufacture Clérissy. Il passe ensuite 10 années à Alcora (Espagne) avant de revenir à Moustiers où il s'associe à son beau-frère Jean Baptiste Laugier pour créer en 1739 une manufacture. Il est connu pour avoir renouvelé les décors de Moustiers en y introduisant les grotesques. Son œuvre est assez bien connue car il signait les faïences qu'il décorait.